# Langthang-Kloster
| Tibetische Bezeichnung                     |
| ------------------------------------------ |
| Tibetische Schrift: གླང་ཐང་                 |
| Wylie-Transliteration: glang thang dgon pa |
| Chinesische Bezeichnung                    |
| Vereinfacht: 朗唐寺; 郎唐寺                |
| Pinyin:Langtang si                         |

Das Langthang-Kloster (tib. glang thang dgon pa) im Kreis Lhünzhub (Lhündrub) von Lhasa ist ein Kloster der Kadam-Schule der ersten Sarma-Tradition des tibetischen Buddhismus, das 1093 von Langri Thangpa Dorje Sengge (glang ri thang pa rdo rje seng ge; 1054–1123), einem Schüler Potowas (1031–1105), gegründet wurde. Es befindet sich in der Großgemeinde Ganden Chungkor. Später wurde es ein Kloster der Sakyapa.
Das Kloster steht auf der Liste der Denkmäler des Autonomen Gebiets Tibet.